# André Fauchet
Pour les articles homonymes, voir Fauchet.
André Fauchet, né le 30 novembre 1918 à Langourla (Côtes-d'Armor) et mort le 8 janvier 2000, est un évêque catholique français du XXe siècle, il a été évêque de Troyes de 1967 à 1992.